# Armando Parente
Armando Parente (Lissabon, 29 maart 1989) is een Portugees autocoureur. Hij is, voor zover bekend, geen familie van eveneens autocoureur Álvaro Parente.

## Carrière
Parente begon zijn autosportcarrière op negenjarige leeftijd in het karting. Hij won hier de Vencedor da Taça de Portugal in 2001, 2004 en 2006. Ook won hij de Campeão Open de Portugal in 2001 en 2002, was hij nationaal kampioen in 2002 en 2004 en won hij de Italiaanse Open in 2005.
Nadat hij in 2007 al drie races reed in de Master Junior Formula, maakte Parente in 2008 de overstap naar het formuleracing, waarbij hij ging rijden in de ADAC Formel Masters voor het team URD Rennsport. Ondanks dat hij slechts één overwinning behaalde in het kampioenschap, op de Sachsenring, werd hij kampioen met dertig punten voorsprong op zijn teamgenoot Nico Monien en Neuhauser Racing-coureur Klaus Bachler.
Door zijn prestaties in de ADAC Formel Masters werd Parente de rookiecoureur van het A1 Team Portugal in de A1GP in het seizoen 2008-2009. Tot een racezitje leidde dit echter niet. Na de A1GP verdween Parente enkele jaren uit beeld.
In 2011 keerde Parente terug in het karting, waarbij hij nationaal kampioen werd in de X30 Shifter-klasse. In 2012 prolongeerde hij deze titel en won hij ook de Taça de Portugal. In 2013 won hij dit kampioenschap opnieuw in de X30 Shifter-klasse. Dat jaar reed hij ook in de Campeonato Nacional de Velocidade, waarbij hij samen met Rafael Lobato, in een Radical SR3 voor het Parkalgar Racing Team reed.
In 2014 stapt Parente over naar het nieuwe landenkampioenschap Acceleration 2014 in de klasse Formula Acceleration 1, deels gebaseerd op de A1GP. In het eerste raceweekend op Autódromo Internacional do Algarve reed hij nog voor het Acceleration Team Portugal, waarna hij in het tweede raceweekend op het Circuito de Navarra overstapte naar het Acceleration Team China.